# Пылевые клещи
Клещи́ дома́шней пы́ли, или пылевы́е клещи́ (лат. Dermatophagoides) —  синантропные клещи из класса паукообразных. Обитают в жилищах людей и к настоящему времени в домашней пыли найдено около 150 видов клещей. Их также называют дерматофагоидными или пироглифидными клещами (пироглифами). Пылевые клещи способны вызывать аллергическую реакцию у людей — клещевую сенсибилизацию. Также они являются одной из самых частых причин астмы.

## Описание
Размер клещей колеблется от 0,1 до 0,5 мм. Широко распространены по всему земному шару. Нормальный цикл их жизни составляет около 65—80 дней, самка за один раз откладывает примерно 60 яиц.
Идеальной средой обитания является квартира с температурой 18—25  °C. Кроме того, они любят повышенную (свыше 55 %) влажность. Эти клещи живут в мягкой мебели, диванах, матрасах, коврах, покрывалах, бумажных книгах и т. п.
Питаются омертвевшими частичками эпидермиса человека, которые человек теряет ежедневно в количестве примерно 1,5 г.
Туловище цельное или разделено на две части, которые не соответствуют головогруди и брюшку пауков, — граница проходит несколько ближе к передней части тела. Обычно имеется 6 пар придатков, из которых 4 задних пары у большинства взрослых особей — ноги (личинки, как правило, шестиногие). Членики ног: тазик, вертлуг, бедро, колено, голень и лапка. Лапка (концевой членик) обычно вооружена коготками и стебельчатыми присосками. Самая передняя пара придатков — хелицеры, они клешневидные (грызущие) или образуют колюще-режущие ротовые структуры. Вторая пара — педипальпы, также входящие в комплекс ротовых органов. У самых примитивных клещей они свободные, но в типичном случае срастаются основаниями и вместе с хелицерами и некоторыми другими частями тела образуют «головку», подвижно причленённую к туловищу. Свободные концы педипальп служат щупиками или хватательными приспособлениями. Обычно имеется 4 простых глазка, но у разных видов число глаз может варьировать от нуля до пяти. У представителей некоторых семейств тело мягкое, с кожистыми хитиновыми покровами, у других оно защищено твёрдыми щитками или панцирем.
Клещи оставляют после себя фекалии диаметром около 30 микрометров, содержащие пищеварительные энзимы (белки Der f1 и Der p1) и антиген P1. Энзимы способствуют разрушению клеток человеческой кожи, которой питаются эти создания, и могут вызывать сильные аллергические реакции у некоторых людей.
Антигены этих клещей также служат причиной приступов бронхиальной астмы, атопического дерматита, аллергического ринита и конъюнктивита у людей с повышенной чувствительностью. При клещевой бронхиальной астме обострения возникают в весенне-осенний период, особенно в ночное время суток.
Домашняя пыль повсеместно содержит клещей рода Dermatophagoides, которые обитают в бумажных книгах, мягкой мебели и коврах и питаются отслоившимися частицами эпидермиса человека. Антигены этих клещей у людей с повышенной чувствительностью служат причиной приступов бронхиальной астмы, атопического дерматита, аллергического ринита и конъюнктивита. Лечение включает десенсибилизацию (с помощью экстрактов микроклещей) и борьбу с пылью (влажная уборка, частая уборка пылесосом, удаление ковров из спальни и т. п.).
В формировании бытовой аллергии играют роль клещи домашней пыли — клещи пироглифы Dermatophagoides pteronyssinus, Dermatophagoides farinae, Euroglyphus maynei и др. Клещи находятся в коврах, домашней обуви, мягкой мебели, под плинтусами. Для развития и размножения клещей необходима влажность выше 55 % и температура воздуха 22—26 °C. У 70 % детей с бронхиальной астмой выявляется клещевая аллергия. При клещевой бронхиальной астме обострения возникают в весенне-осенний период, особенно в ночное время суток.
Профилактикой является борьба с пылью (влажная уборка, частая уборка пылесосом, удаление ковров из спальни и т. п.).
Лечение включает десенсибилизацию (снижение чувствительности) к веществам экскрементов пылевых клещей с помощью экстрактов микроклещей.
К настоящему времени в домашней пыли найдено около 150 видов клещей. Их называют дерматофагоидными или пироглифидными клещами.
Лишь относительно небольшое число видов относится к паразитам или переносчикам заболеваний человека, но и непаразитические формы часто вызывают раздражение кожи. Большинство видов — свободноживущие сапрофаги или хищники. Питаясь разлагающейся органикой, они, подобно земляным червям, играют важную роль в образовании почвенного гумуса. Некоторые клещи питаются соком культурных растений и относятся к вредителям сельского хозяйства.
Учёные доказали, что у детей, живущих в сельской местности, аллергические реакции встречаются гораздо реже, чем у городских, из-за ранних контактов с животными и их кормом у первых и относительно стерильных условий окружающей среды у вторых.